# Zanskar (reka)
Reka Zanskar je reka v Indiji ter levi pritok Inda. Je prvi večji pritok reke Ind, enake ali večje količine kot glavna reka, ki v celoti teče v Ladaku v Indiji. Izvira severovzhodno od velikega himalajskega gorovja in izliva vodo iz Himalaje in gorovja Zanskar znotraj regije Zanskar. Teče proti severovzhodu in se izliva v reko Ind blizu Nima.

## Potek
V svojem zgornjem toku ima Zanskar dva glavna kraka. Prvi je reka Doda, ki ima izvir blizu visokogorskega prelaza Pensi-la na višini 4400 m in teče jugovzhodno vzdolž glavne doline Zanskar proti Padumu, ki je središče Zanskarja. Drugi krak tvorita dva glavna pritoka: reka Kargjag, ki izvira blizu visokogorskega prelaza Šingo La na višini 5091 m, in reka Carap, ki izvira blizu prelaza Baralača-La. Ti dve reki se združita pod vasjo Purne in oblikujeta reko Lungnak (tudi imenovana kot Lingti). Reka Lungnak nato teče severozahodno skozi ozko sotesko proti osrednji dolini Zanskar (domačini jo imenujejo Gžung Hor), kjer se združi z reko Doda in oblikuje glavno reko Zanskar. Nato se reka usmeri severovzhodno skozi znamenito Sotesko Zanskar, dokler se ne izlije v reko Ind blizu Nimmuja v  Ladaku.

## Turizem
Spodnji (severni) del te soteske je poleti priljubljeno turistično mesto za rafting, navadno med kraji Čiling (Chiling) in Nimmu. Pozimi, ko je cesta do Zanskarja zaprta zaradi snega na gorskih prelazih, je edina pot do Paduma pešačenje ob zamrznjeni reki, večdnevna pot, ki se sedaj prodaja kot adrenalinska aktivnost.  Ta trekking bo v normalni ponudbi do izgradnje ceste od Čilinga do Paduma.

## zunanje povezave
- Zanskar River basin, OpenStreetMap, retrieved 18 December 2020.
- Doda River, OpenStreetMap, retrieved 18 December 2020.
- Lunknak River, OpenStreetMap, retrieved 18 December 2020.
- Tsarap River, OpenStreetMap, retrieved 18 December 20